# Amīneh Deh
Amīneh Deh (persiska: امینه ده, عَلمَدِه, Amnīeh Deh, اَلمَدی) är en ort i Iran.   Den ligger i provinsen Västazarbaijan, i den nordvästra delen av landet, 600 km nordväst om huvudstaden Teheran. Amīneh Deh ligger 1 092 meter över havet och antalet invånare är 234.
Terrängen runt Amīneh Deh är platt västerut, men österut är den kuperad.Runt Amīneh Deh är det ganska tätbefolkat, med 75 invånare per kvadratkilometer. Närmaste större samhälle är Khvoy, 6,3 km väster om Amīneh Deh. Trakten runt Amīneh Deh består i huvudsak av gräsmarker.